# Gordon 0,00
Gordon 0,00 is een Belgisch alcoholvrij bier van John Martin. Waar het gebrouwen wordt, wordt niet bekendgemaakt door het bedrijf.

## Achtergrond
Gordon-bieren worden al sinds begin vorige eeuw worden gebrouwen door Brouwerij John Martin. De naam "Gordon" werd reeds op 4 januari 1924 gedeponeerd door John Martin. De naam "Gordon" is een eerbetoon aan de historisch belangrijke Schotse Gordon-clan, die onder meer in de 13e eeuw nog meevocht met Lodewijk IX van Frankrijk. Een aantal jaren later ontving Adam Gordon van Robert I van Schotland een landgoed te Aberdeenshire. Het embleem van de bieren is een distel, symbool van Schotland, op een Schotse tartan, het blazoen van de clan. Het typische Gordon-glas is eveneens in distelvorm. Hoewel de naam "Gordon" Engels of Schots aandoet, zijn de bieren daar onbekend.

## Het bier
Gordon 0,00 is een blond alcoholvrij bier met een alcoholpercentage van 0%.